# 1968年の自転車競技
1968年の自転車競技についてまとめる。

## 主なできごと
- 当時、現役競輪選手として最強とも謳われた平間誠記が、8月16日に、平塚競輪場で行われていた世界選手権自転車競技大会（ウルグアイ・モンテビデオ）直前合宿の練習中に転倒し、頭蓋骨を骨折。5日後の21日に脳挫傷のため死亡した。31歳没。これを受け、プロ日本選手団は、同大会への参加を取りやめることになった。
- 一方、アマチュア日本選手団は世界選手権に参加。タンデムスクラッチにおいて、井上三次（当時 法政大学）、班目隆雄（当時 日本大学）のペアが、日本人選手として、同大会史上初となる銅メダルを獲得した。
- フェリーチェ・ジモンディがブエルタ・ア・エスパーニャを制し、ジャック・アンクティルに次ぐ、史上2人目のグランツール完全制覇を達成。
- エディ・メルクスがジロ・デ・イタリア初の総合優勝。加えてメルクスは、ポイント賞、山岳賞も獲得し、グランツール史上初となる、主要三部門完全制覇を達成。また2010年現在、ジロでは唯一の達成例である。
- ツール・ド・フランス第22(a)ステージ終了時点で16秒差の総合3位につけていたヤン・ヤンセンが、同レース最終第22(b)ステージ・個人タイムトライアルにおいて、総合首位のヘルマン・ファンスプリンヘルに54秒の差をつけ、最終的に38秒差で逆転総合優勝。1989年の同大会で更新されるまで、ツール・ド・フランス史上、総合1、2位選手の最小タイム差となった。
- ツール・ド・フランスの最終ゴール地点が、ヴェロドローム・ド・ヴァンセンヌへと移った。また、同レースにおける国・地域別対抗戦は、当年が最後となった。
- 前年の1967年に当選した、美濃部亮吉・東京都知事の都営ギャンブル廃止表明を受け、後楽園競輪場での日本選手権競輪開催は当年限りで終了。その後、後楽園競輪場は1972年をもって休止されることになる。
- 4月11日の川崎競輪開設記念決勝において、本命視されていた笹田伸二がトップを引く羽目になったことから、スタート時点で場内は騒然となり、レース後、大掛かりな暴動、焼き討ち事件にまで発展してしまった。

## 主な成績

### ロードレース
- ブエルタ・ア・エスパーニャ：4月25日〜5月12日
  - 総合優勝：フェリーチェ・ジモンディ（ イタリア、サルヴァラニ） 78時間29分00秒
  - ポイント賞：ヤン・ヤンセン（ オランダ）
  - 山岳賞：フランシスコ・ガビカ（ スペイン）
- ジロ・デ・イタリア：5月20日〜6月12日
  - 総合優勝：エディ・メルクス（ ベルギー、ファーマ） 108時間42分27秒
  - ポイント賞：エディ・メルクス（ ベルギー）
  - 山岳賞：エディ・メルクス（ ベルギー）
- ツール・ド・フランス：6月27日〜7月21日
  - 総合優勝：ヤン・ヤンセン（ オランダ、ベルフォース） 133時間49分42秒
  - ポイント賞：フランコ・ビトッシ（ イタリア）
  - 山岳賞：アウレリオ・ゴンサレス（ スペイン）
- 世界選手権・プロロードレース：9月1日、 イタリア・イーモラ
  - 優勝：ヴィットリオ・アドルニ（ イタリア） 7時間29分39秒
- ミラノ〜サンレモ：3月19日
  - 優勝：ルディ・アルティヒ（ 西ドイツ）
- ロンド・ファン・フラーンデレン：3月30日
  - 優勝：ワルテル・ホデフロート（ ベルギー）
- パリ〜ルーベ：4月7日
  - 優勝：エディ・メルクス（ ベルギー）
- リエージュ〜バストーニュ〜リエージュ：4月28日
  - 優勝：ヴァレル・ファン・スウェーヴェルト（ ベルギー）
- ジロ・ディ・ロンバルディア：10月12日
  - 優勝：ヘルマン・ファンスプリンヘル（ ベルギー）
- スーパープレスティージュ
  - 優勝：ヘルマン・ファンスプリンヘル（ ベルギー）

### トラックレース

#### 競輪
- 秩父宮妃賜杯競輪：決勝日・2月27日 西武園競輪場
  - 優勝：高原永伍（神奈川）
- オールスター競輪：決勝日：5月8日 一宮競輪場
  - 優勝：伊藤繁（神奈川）
- 高松宮賜杯競輪：決勝日・6月4日 大津びわこ競輪場
  - 優勝：吉川多喜夫（神奈川）
- 全国都道府県選抜競輪：決勝日・8月6日 岐阜競輪場
  - 優勝：伊藤繁（神奈川）
- 日本選手権競輪：決勝日・11月5日 後楽園競輪場
  - 優勝：吉川多喜夫（神奈川）
- 競輪祭：競輪王戦決勝日・11月25日、新人王戦決勝日・11月18日 小倉競輪場
  - 全日本競輪王戦優勝：伊藤繁（神奈川）
  - 全日本新人王戦優勝：藤巻昇（山梨）
- 賞金王：吉川多喜夫（神奈川） - 16,923,220円

### シクロクロス
- 世界選手権自転車競技大会：2月25日  ルクセンブルク
  - プロ優勝：エリック・デ・フラミンク（ ベルギー）

## 誕生
- 2月26日 - 濱口高彰 ( 日本、競輪選手）
- 3月5日 - 紫原政文 ( 日本、競輪選手）
- 4月2日 - オリベリオ・リンコン ( コロンビア、ロードレース選手)
- 4月7日 - 神山雄一郎 ( 日本、競輪選手)
- 5月4日 - 森内章之 ( 日本、競輪選手)
- 6月18日 - 山田裕仁 ( 日本、競輪選手)
- 8月26日 - クリス・ボードマン ( イギリス、ロードレース&トラックレース選手)
- 9月6日 - ブルーノ・リシ ( スイス、トラックレース選手)
- 月日不明 - 松井富実洋 ( 日本、競輪選手、✝1991年)

## 死去
- 8月21日 - 平間誠記 ( 日本、競輪選手、*1937年)